# Pont du petit Parc
Le Pont du Petit Parc appelé aussi Pont de Saint-Maur ou Pont de la Libération est un pont routier qui franchit la Marne et relie la commune de Saint-Maur-des-Fossés (sur la rive droite) avec la rive gauche aux limites des communes de Joinville-le-Pont et Champigny-sur-Marne.
C'est un ouvrage métallique de deux travées symétriques de 46 mètres formées chacune de cinq arcs parallèles. La hauteur maximale du pont atteint en moyenne 12 m selon le niveau de l'eau.